# Vígh Béla
Vígh Béla (Rákospalota, 1932. szeptember 6. –‎ Budapest, 2016. július 30.) anatómus, embriológus, a SOTE Anatómiai, Szövet- és Fejlődéstani Intézetének professzora, szakíró. Számos orvosi és jóga témájú könyve jelent meg.

## Életpályája
1956-ban doktorált, 1971-ben szerezte a PhD fokozatát, 1980-ban a tudományok doktora lett, 1990-ben a Semmelweis Egyetemen habitált.

## Főbb művei

### Anatómia, embriológia
- Magyar anatómiai, szövet- és fejlődéstani bibliográfia. 1945–1960; Országos Orvostudományi Könyvtár és Dokumentációs Központ, Budapest, 1965
- Fejlődéstan, fejlődési rendellenességek; Tankönyvkiadó, Budapest, 1967
- Hogyan lesz a petesejtből ember?; Gondolat, Budapest, 1981 (Gondolat zsebkönyvek)
- Gyakorlati anatómia; szerk. Vigh Béla; Orvostudományi Egyetem, Gyógyszerésztudományi Kar, Budapest, 1983
- Humán embryológia. Az ember méhen belüli fejlődése; jav. utánny.; magánkiadás, Budapest, 1992
- Szisztémás anatómia. Rendszeres orvosi bonctan; Alliter, Budapest, 2005
- Hogyan tanuljunk eredményesen? Tanulástechnikai alapelemek; Alliter, Budapest, 2005
- Humán ontogenezis. Az ember egyedfejlődése. A normális és kóros fejlődés gyakorlati klinikai, molekuláris és összehasonlító-fejlődéstani vonatkozásai; Alliter, Budapest, 2006

### Jóga
- Jóga és tudomány; Gondolat, Budapest, 1972
- A jóga és az idegrendszer; Gondolat, Budapest, 1980
- A jóga és az idegrendszer; 2. javított kiadás; Gondolat, Budapest, 1985
- Jógit kerestem Indiában; L'Harmattan, Budapest, 2005 (Világok arca)
- A jóga orvosi szemmel; Alliter, Budapest, 2007

## Díjai, elismerései
- Jendrassik Ernő-emlékérem (1965)
- Akadémiai Díj (1969)
- Apáczai Csere János-díj (2003)